# Frühlingsrauschen
Frühlingsrauschen ist ein später, deutscher Stummfilm von und mit Wilhelm Dieterle aus dem Jahre 1929.

## Handlung
Die Handlung spielt im Umfeld der Schönen und Reichen, zwischen Land- und Stadtleben. Die ebenso weizenblonde wie schwärmerische Viola von Birkenfeld, eine Art 16-jähriges Käthchen von Heilbronn, führt ein abgeschiedenes Leben im Schloss ihres Großvaters. Bei einer flüchtigen Begegnung mit dem jungen Friedrich von Bornim verliebt sie sich unsterblich in den schmucken jungen Mann. Dieser ist aus Berlin gekommen, um auf seinem Landgut nach dem Rechten zu sehen. Viola legt in ihrer schwärmerischen Verliebtheit bald große Anhänglichkeit an den Tag. Doch der junge Mann weist Viola mit schöner Regelmäßigkeit ab, denn er liebt seine ihm allmählich entfremdende Gattin Irene, von deren Existenz Viola jedoch keine Ahnung hat, noch immer. Eines Tages verunglückt Violas Großvater, und diese Notsituation beginnt Viola und Friedrich immer näher zu bringen. 
Der Mai mit seinen sinnlichen Blumendüften und seinen die Hormone in Wallung bringenden Temperaturen tut sein Übriges, um Friedrichs Widerstand allmählich zu brechen. Doch dann erscheint eines Tages Friedrichs Frau Irene auf der Bildfläche und ist bereit, um ihren Gatten zu kämpfen. Nun erfährt Violas Großvater, dass Friedrich für sein Enkelkind überhaupt nicht frei ist. Voller Zorn will er sich diesen in seinen Augen ehrlosen Jüngling vorknöpfen. In seinem Steinbruch lauert er Friedrich auf und löst einen Steinschlag aus, um den vermeintlichen Schurken aus dem Weg zu räumen. Viola eilt herbei, um das Schlimmste zu verhindern und kümmert sich rührend um den geliebten Mann. Irene muss erkennen, dass sie zu spät gekommen ist. Sie hat Friedrich längst an dieses zarte, elfengleiche Geschöpf verloren. Mit Anstand und Stil zieht sie sich zurück und überlässt ihren Mann, der von Viola mehr als von ihr geliebt wird, der Nebenbuhlerin. 

## Produktionsnotizen
Frühlingsrauschen entstand von Juni bis Juli 1929 im EFA-Atelier Cicerostraße Berlin. Der Film passierte am 5. August 1929 die Zensur und wurde am 8. Oktober 1929 im Titania-Palast uraufgeführt. Der Achtakter mit einer Länge von 2609 Meter erhielt ein Jugendverbot.
Paul Kohner übernahm die Produktionsleitung. Die Filmbauten entwarf Ernst Stern und wurde von Otto Gülstorff ausgeführt.

## Kritiken
„Berauschende Bilder, alle Süßigkeit des Frühlings zusammengetragen: Blüten und Blüten, Singvögelchen und Storchennest, Zephyrwölkchen und weiche Winde, Parks, Blumenwiesen, Blütenhecken, Mädchen mit verwirrenden Sinnen und rauschendes Frühlingsgewitter: Kitschrausch. Mit deutlicher Absicht, Käthchen von Heilbronn 1929 in Bildern zu dichten. Frühlingsreportagen und Backfischdialoge in Erinnerungen Kleist ergeben zusammen kein Gedicht. Für die Katastrophe ist ein Steinbruch bereitgestellt: ein Irrsinniger stürzt ein Steinwetter auf Dieterles jungschöne Männlichkeit. Zwei gute Gesichter: Elsa Wagner als Mutter und Alexandra Schmitt als alte Beschließerin.“

„Den Inhalt dieses Rührstückes wiederzugeben, das unter unglaublich reichen Gutsbesitzern irgendwo auf dem Lande spielt, ist überflüssig. Nur die alte Alexandra Schmitt spielte eine „Beschließerin“ so erschütternd wahr und lebendig, daß man über ihrem Spiel den Unsinn des Ganzen vergaß.“

„Dieterles Filme haben mit einem auf banale Instinkte eingestellten Amerikanismus nichts zu tun, aber dafür sind sie im besten Sinne national.“

"…man ist erfreut, Vivian Gibson einmal als leidende Frau, nicht als männermordenden Vamp sehen zu können. Lien Deyers Rolle ist außergewöhnlich schwierig. Ein halbes Mädchenkind, in ländlicher Einsamkeit so weltfremd und weltfern aufgewachsen, daß es ihm Selbstverständlichkeit erscheint, den Menschen, von dem es fasziniert ist, wie ein kleines Hündchen stets zu umkreisen, nicht von seiner Seite zu weichen und um seine Liebe zu betteln mit Anmut und zärtlichen Augen. (…) Auch Wilhelm Dieterle ist diesmal ganz auf der Höhe. Mit dem Unterliegen des jungen Mannes, der zuerst den Liebreiz der kleinen Viola gar nicht bemerkt und seiner Frau zugetan ist, dem innern Kampf, der durchbrechenden Leidenschaft in den zart angedeuteten Liebesszenen, übertrifft er viele seiner früheren Darbietungen."